# 100 років Національній академії внутрішніх справ (монета)
«100 років Національній академії внутрішніх справ» — пам'ятна  монета номіналом 2 гривні, випущена Національним банком України, присвячена Національній академії внутрішніх справ.
Монету введено в обіг 18 травня 2021 року. Вона належить до серії «Вищі навчальні заклади України».

## Опис та характеристики монети
| Номінал грн. | Метал      | Маса, грам | Діаметр, мм. | Якість виготовлення       | Гурт     | Тираж, штук |
| ------------ | ---------- | ---------- | ------------ | ------------------------- | -------- | ----------- |
| 2            | нейзильбер | 12.8       | 31,0         | спеціальний анциркулейтед | рифлений | 30 000      |

### Аверс
На аверсі монети розміщено: праворуч угорі — малий Державний Герб України, логотип Національної академії внутрішніх справ в центрі на фоні стилізованої карти України. Угорі вище герба розташовано написи «Україна» та «2021». Ліворуч від логотипу академії розташовано напис «2 ГРИВНІ». Унизу напівколом розміщено напис «СЛУЖИТИ ТА ЗАХИЩАТИ». Праворуч у низу розташовано логотип Банкнотно-монетного двору Національного банку України.

### Реверс
На реверсі монети у центрі розташовано будівлю Національної академії внутрішніх справ. По колу зовнішньої межі монети розташовано записи «НАЦІОНАЛЬНА АКАДЕМІЯ ВНУТРІШНІХ СПРАВ» та «100 РОКІВ».

## Автори
- Художник: Обозненко Оксана.

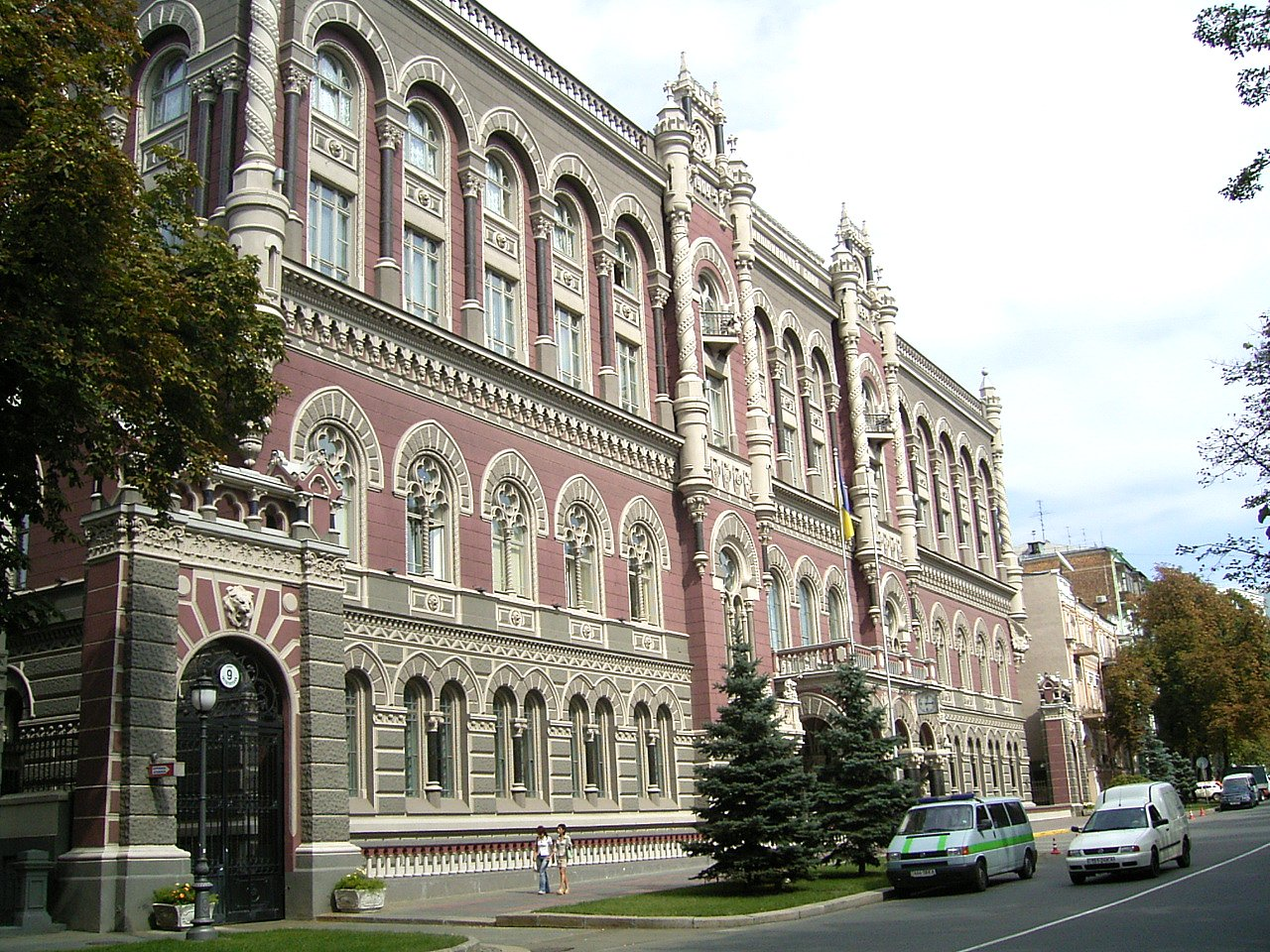
Будівля Національного банку України

- Скульптори: Іваненко Святослав, Дем'яненко Володимир реверс: програмне моделювання — Лук'янов Юрій.[1]

## Вартість монети
Роздрібна ціна Національного банку України 49 гривень.
Фактична приблизна вартість монети, з роками змінювалася так:
| Рік        | 2021 | 2022 | 2023 | 2024 | 2025 |
| ---------- | ---- | ---- | ---- | ---- | ---- |
| Ціна, грн. | 500  | 820  | 860  | 880  | 930  |